# Pozornik
Pozornik je vojnički čin u Hrvatskoj vojsci za vojnike, odnosno mornare. U Američkoj vojsci mu odgovara čin "Private", u francuskoj "Soldat de première classe". 
Nakon ovog čina dolazi drugi vojnički čin razvodnika.
NATO klasifikacija za čin pozornik: OR-2
Skračena oznaka čina: pz
* Vojni i dočasnički činovi u HV:
Vojnici:
vojnik,
pozornik,
razvodnik
Niži dočasnici:
skupnik,
desetnik,
narednik
Viši dočasnici:
nadnarednik,
stožerni narednik,
časnički namjesnik